# پیتر پرینس
پیتر پرینس (انگلیسی: Peter Prince؛ زادهٔ ۱۰ مهٔ ۱۹۴۲) رمان‌نویس اهل بریتانیا است.
از فیلم‌ها یا مجموعه‌های تلویزیونی که وی در آن‌ها نقش داشته‌است، می‌توان به اوپنهایمر اشاره نمود.